# Panegyrtes basale
Panegyrtes basale là một loài bọ cánh cứng trong họ Cerambycidae.